# Didier Delaître
Didier Delaître, né le 15 avril 1962 à Salon-de-Provence, est un réalisateur et compositeur français. 

## Biographie
Après une formation à l'ESRA (École supérieure de réalisation audiovisuelle) en 1984, il se lance dans la réalisation. Par ailleurs, pratiquant la basse et le clavier, il travaille en collaboration avec Patrick Martini, qui a entre autres composé les musiques du Juste Prix et du Bigdil. Il a notamment réalisé certains épisodes de feuilletons télévisés français tels que Julie Lescaut, Premier Secours et Central Nuit.

## Filmographie
- 2013 : Dos au mur
- 2010 : Julie Lescaut : "Immunité diplomatique"
- 2008 : Claire Brunetti avec Elsa Mollien
- 2007 : Éternelle avec Claire Keim
- 2004-2005 : Premier Secours : Pilote "Maux d’amour"
- 2004 : Fargas : "Meurtre sans intention" avec Guy Marchand
- 2000-2002 : Central Nuit : 12 épisodes
- 1999 : Passion assassine
- 1999 : Manatea, les perles du Pacifique
- 1998 : Stress, court-métrage de fiction de 32 min en 35 mm
- 1995-1996 : Golden Beach : 2 épisodes "Les enfants de John 1" et "Les enfants de John 2"
- 1994 : Le Motard aveugle - La nuit des otages
- 1992-1993 : Les Marches de la gloire, 5 courts-métrages
- 1993 : Le Fil de la vie - Fiction sous-marine, prix de la meilleure fiction TV au 20e Festival Mondial de l’Image sous-marine à Antibes-Juan-les-Pins
- 1988 : Le Salaire de la sueur - TF1 dans l’émission Reportages, prix de la presse, mention spéciale pour la réalisation au Xe festival du film d’aventure de La Plagne